# Nechanice
Nechanice (tjekkisk udtale: [ˈnɛxaɲɪtsɛ]; tysk: Nechanitz) er en by i den tjekkiske region Hradec Králové i Tjekkiet. Den har omkring 2.300 indbyggere.

## Inddeling
Landsbyerne Komárov, Lubno, Nerošov, Sobětuš, Staré Nechanice, Suchá og Tůně er administrative dele af Nechanice.

## Geografi
Nechanice ligger omkring 13 km vest for Hradec Králové. Den ligger på Østelben sletten. Det højeste punkt er bakken Jedlický vrch som er 302 meter over havets overflade.

## Historie
Den første skriftlige omtale af Nechanice er fra 1228. I 1867 fik den byrettigheder. Nechanice mistede byens status i 1949, men fik den igen i 1992.

## Seværdigheder
Nechanices vartegn er Jomfru Marias himmelfartskirke. Den oprindelige kirke, der var lige så gammel som byen, blev fuldstændig ødelagt af en brand i 1827. Den nuværende Empire-kirke erstattede den i 1833.